# Monroe (Nou Hampshire)
Monroe és una població dels Estats Units a l'estat de Nou Hampshire. Segons el cens del 2000 tenia 759 habitants.

## Demografia
Segons el cens del 2000, Monroe tenia 759 habitants, 310 habitatges, i 231 famílies. La densitat de població era de 13,1 habitants per km².
Dels 310 habitatges en un 27,7% hi vivien nens de menys de 18 anys, en un 65,8% hi vivien parelles casades, en un 5,5% dones solteres, i en un 25,2% no eren unitats familiars. En el 21% dels habitatges hi vivien persones soles l'11,6% de les quals corresponia a persones de 65 anys o més que vivien soles. El nombre mitjà de persones vivint en cada habitatge era de 2,45 i el nombre mitjà de persones que vivien en cada família era de 2,82.
Per edats la població es repartia de la següent manera: un 22,5% tenia menys de 18 anys, un 5,9% entre 18 i 24, un 24,1% entre 25 i 44, un 28,2% de 45 a 60 i un 19,2% 65 anys o més.
L'edat mediana era de 44 anys. Per cada 100 dones de 18 o més anys hi havia 101,4 homes.
La renda mediana per habitatge era de 42.411$ i la renda mediana per família de 46.346$. Els homes tenien una renda mediana de 35.125$ mentre que les dones 26.458$. La renda per capita de la població era de 19.730$. Entorn del 0,9% de les famílies i l'1,6% de la població estaven per davall del llindar de pobresa.